# منطقة وصاية سوميدانغ
منطقة وصاية سوميدانغ (بالإندونيسية: Kabupaten Sumedang)‏ هي منطقة وصاية تقع في مقاطعة جاوة الغربية بإندونيسيا. مدينة سوميدانغ هي عاصمتها. مساحتها قدرها 1,518.33 كيلومتر مربع، ويبلغ عدد سكانها في أحدث تقدير رسمي (في يناير 2014) هو 1,176,074.

## الموقع
يشترك في الحدود مع:
- باندونج الغربية [الإنجليزية]‏.

## أعلام
- ديدي كوسنادار